# Desmognathus ocoee
Desmognathus ocoee är en groddjursart som beskrevs av Nicholls 1949. Desmognathus ocoee ingår i släktet Desmognathus och familjen lunglösa salamandrar. IUCN kategoriserar arten globalt som livskraftig. Inga underarter finns listade i Catalogue of Life.